# اس‌اس لیسبون (۱۹۱۵)
اس‌اس لیسبون (۱۹۱۵) (به انگلیسی: SS Lesbian (1915)) یک زیردریایی بود که طول آن ۹۳٫۱ متر (۳۰۵ فوت ۵ اینچ) بود. این زیردریایی در سال ۱۹۱۵ ساخته شد.